# Quintus Cervidius Scaevola
Quintus Cervidius Scaevola (2. század) római jogász.

## Élete
Aemilius Papinianus tanítómestere volt. Főműve a Digestorum Libri XL, ezen kívül a Responsorum libri VI, illetve a Quaestionum Libri XX, amely munkákat később igen gyakran használtak.